# Yeezy
Yeezy («И́зи») — бренд одежды и обуви, созданный американским дизайнером, рэпером и предпринимателем Канье Уэстом.
Продукция Yeezy выходила в рамках коллаборации с немецкой компанией Adidas, производящей спортивную одежду. Сотрудничество стало известным благодаря высококлассным лимитированным сериям моделей кроссовок Yeezy Boost. В рамках сотрудничества также были выпущены футболки, куртки, спортивные штаны, носки, шлёпанцы, женские туфли и тапочки. Первая модель обуви (Yeezy Boost 750) была выпущена в феврале 2015 года.
В октябре 2022 года сотрудничество между Adidas и Уэстом прекратилось после того, как Уэст выступил с антисемитскими высказываниями в различных СМИ. В феврале 2025 года, после серии антисемитских высказываний Уэста, с поста креативного директора бренда ушёл дизайнер Гоша Рубчинский.

## История
Свой путь в сфере моды Канье Уэст начал, основав в 2005 году при содействии Вирджила Абло бренд Pastelle. Канье использовал модели собственного производства на музыкальных церемониях и модных показах, однако за четыре года существования марки релиз полноценной коллекции так и не состоялся. В 2009 бренд закрылся. В 2006 году Канье Уэст разработал обувь для Adidas, но она так и не была выпущена. Первым брендом, официально сотрудничавшим с Канье Уэстом, был японский бренд Bape. Уэст и Bape выпустили пару кроссовок Bapesta College Dropout, которые сейчас довольно редки и имеют высокую цену перепродажи. Он также создавал обувь для Louis Vuitton и Giuseppe Zanotti и, что особенно примечательно, для Nike.

### Nike (2007—2013)

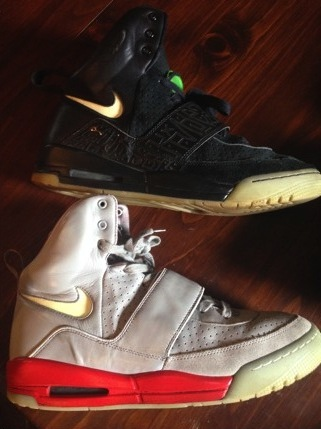
Тестовые версии кроссовок Yeezy от Nike

Сотрудничество Уэста с Nike началось в 2007 году и длилось шесть лет, что привело к выпуску в общей сложности трёх моделей кроссовок. В 2009 году вышли кроссовки Air Yeezy, название которых отсылало к прозвищу рэпера, данное ему Jay-Z. В 2012 году он представил новые расцветки Air Yeezy, а в 2014-м — модель Air Yeezy 2 Red October, ставшую последней в рамках сотрудничества с Nike.
Хотя Уэст назвал этот разрыв «душераздирающим», он утверждал, что Nike не выплачивает ему гонорары за дизайн обуви, предлагая вместо этого перечислить часть выручки в благотворительную организацию по выбору Уэста. Это в конечном итоге заставило Уэста обратиться в Adidas.
В настоящее время кроссовки из коллаборации Уэста с Nike имеют большую ценность, так, в 2021 году на аукционе Sotheby’s были проданы кроссовки Nike Air Yeezy 1, которые Канье Уэст носил на церемонии «Грэмми» в 2008 году. Пара оценивалась в $1 миллион, но в итоге была продана за почти вдвое большую сумму — $1,8 миллиона, став самой дорогой парой кроссовок в истории.

### Adidas (2013—2022)
3 декабря 2013 года компания Adidas подтвердила сделку о сотрудничестве с Уэстом. Adidas согласился выплачивать Канье Уэста роялти 15 % без учёта маркетингового сбора. Уэст описал генерального директора Adidas как «человека, который позволил ему создавать». В рамках партнёрства с Adidas Уэст сохраняет 100-процентную собственность на свой бренд, имея полный творческий контроль над выпускаемой продукцией.
Первые пары кроссовок под объединённым брендом Adidas Yeezy были показаны Канье Уэстом на Неделе моды в Нью-Йорке в 2015 году. Первоначальный выпуск Adidas Yeezy Boost 750 был ограничен 9000 пар и был распродан в течение 10 минут. С 21 по 28 февраля 2015 года Yeezy Boost 750 был доступен в более широком диапазоне розничных магазинов и бутиков. 27 июня 2015 года вторые кроссовки из коллаборации, Yeezy Boost 350, были выпущены в продажу по всему миру.

Adidas Yeezy Boost 350 в цвете «Pirate Black»

Благодаря совокупности факторов, включая популяризацию знаменитостями, кроссовки Adidas Yeezy стали чрезвычайно популярными и желанными, многие модели раскупаются в течение минут. В большинстве кроссовок используется материал Boost от Adidas.
«Первый сезон Yeezy» был выпущен 29 октября 2015 года и стал первой коллекцией одежды, выпущенной в рамках этого сотрудничества. На показе «Первого сезона Yeezy» присутствовали такие знаменитости, как Рианна, Дидди, и жена Уэста Ким Кардашьян. Эта коллекция была отмечена за её свободный, повседневный стиль, в котором использовалась военная тематика и телесные цвета. Цены варьировались от 600 долларов за спортивные брюки до 3000 долларов за куртки. Хотя обувь быстро раскупалась, коллекция одежды — нет. В интервью 2018 года Канье Уэст рассказал, что вёл переговоры с Louis Vuitton о сделке по выпуску одежды на сумму 30 миллионов долларов. Сделка не была одобрена советом директоров LVMH, и Уэст остался без партнёров по производству одежды. После показа «Первого сезона Yeezy» компания Adidas объявила, что больше не будет участвовать в выпуске одежды Yeezy, вместо этого сосредоточившись на коллекции обуви с Уэстом. «Второй сезон Yeezy» и «Третий сезон Yeezy» также имели заметный успех после выхода.
В июне 2016 года Канье Уэст и Adidas объявили о продлении сделки и запуске новых категорий.
На «Шестом сезоне Yeezy» Adidas и Уэст вновь представили несколько предметов одежды. Премьера шестого сезона состоялась в январе 2018 года, в рекламной кампании участвовали порнозвезда Лила Стар (отмеченная за сходство с Ким Кардашьян), а также Пэрис Хилтон и другие модели. Участницы были загримированы под Кардашьян. Позже Уэст снова использовал Стар в качестве модели для кампании обуви в июне 2018 года.
К 2019 году годовой доход от продаж кроссовок Yeezy для Adidas составил $1,3 млрд.
В 2020 году продажи кроссовок достигли почти $1,7 млрд, принеся Уэсту $191 млн роялти. По сообщению Bloomberg, состояние Канье Уэста оценивается в $6,6 млрд и большая часть капитала приходится на бренд Yeezy, однако летом 2021 года Forbes оценил состояние рэпера в $1,8 млрд.

### Gap (2021—2022)
В 2021 году модный бренд Gap раскрыл подробности о выходе совместной линии с Канье Уэстом и Yeezy. Первая коллекция в рамках сотрудничества появится в магазинах Gap до конца июня. Совместная коллекция станет первой в рамках долгосрочного сотрудничества, которое рассчитано на десять лет.
8 июня в Instagram Gap появился пост с первым продуктом сотрудничества — им стал пуховик-полуфрак небесно-голубого цвета по цене $200 в США.

## Ликвидация
В октябре 2022 года Канье Уэст попал в центр скандала с серьёзными последствиями для себя. Сперва он пришёл на показ моды в толстовке с надписью White Lives Matter (с англ. — «Жизни белых важны»), слоганом сторонников превосходства белых, и затем написал в Instagram: «Все знают, что Вlack Lives Matter было аферой, но с этим покончено. Не благодарите». Потом Уэст обвинил «подпольную еврейскую медиа-мафию», которая «напала на него» после того, как он надел футболку с надписью White Lives Matter. В итоге рэпера заблокировали в Инстаграме и Твиттере. Бренды Gap, Adidas, Balenciaga и журнал Vogue полностью отказались от сотрудничества с ним. Производство продукции Adidas под брендом Yeezy было прекращено.